# Wenzelia kambarae
Wenzelia kambarae är en vinruteväxtart som beskrevs av Walter Tennyson Swingle. Wenzelia kambarae ingår i släktet Wenzelia och familjen vinruteväxter. Inga underarter finns listade i Catalogue of Life.